# Olympische Sommerspiele 1960/Leichtathletik – 800 m (Männer)

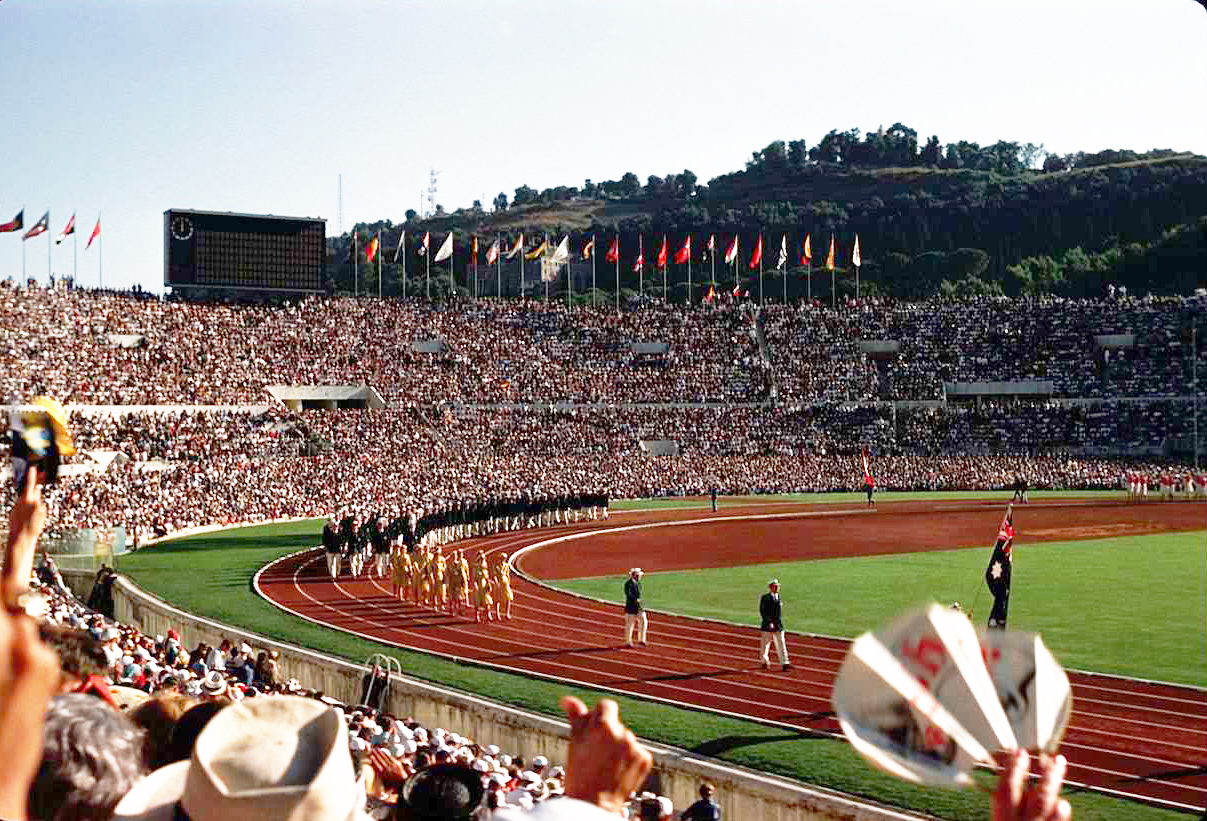
Das Olympiastadion während der Eröffnungsfeier

Der 800-Meter-Lauf der Männer bei den Olympischen Spielen 1960 in Rom wurde vom 31. August bis zum 2. September 1960 im Stadio Olimpico ausgetragen. 56 Athleten nahmen teil. Zum ersten Mal bei Olympischen Spielen wurden die ersten 100 Meter in eigenen Bahnen gelaufen.
Olympiasieger wurde der Neuseeländer Peter Snell. Er gewann vor dem Belgier Roger Moens und George Kerr, der für die Westindische Föderation startete.
Aus Deutschland gab es drei Teilnehmer. Jörg Balke erreichte das Halbfinale, schied dort aber als Vierter seines Laufes aus. Manfred Matuschewski und Paul Schmidt konnten sich für das Finale qualifizieren. Dort wurde Schmidt Vierter und Matuschewski Sechster. Der einzige Schweizer, Christian Wägli, erreichte ebenfalls das Finale und wurde Fünfter. Österreich war durch Rudolf Klaban vertreten, der bis ins Viertelfinale kam, dort als Vierter seines Laufes ausschied. Egon Oehri nahm für Liechtenstein teil, schied aber schon im Vorlauf aus.

## Rekorde

### Bestehende Rekorde
| Weltrekord         | Roger Moens ( Belgien)             | 1:45,7 min | Oslo, Norwegen                  | 3. August 1955    |
| Olympischer Rekord | Tom Courtney ( Vereinigte Staaten) | 1:47,7 min | Finale OS Melbourne, Australien | 26. November 1956 |

### Rekordverbesserungen
Der bestehende olympische Rekord wurde zweimal verbessert:
- 1:47,1 min – George Kerr (Westindische Föderation), Halbfinale am 1. September
- 1:46,3 min – Peter Snell (Neuseeland), Finale am 2. September

## Durchführung des Wettbewerbs
56 Teilnehmer traten am 31. August zu den Vorläufen an. Insgesamt wurden neun Läufe absolviert. Pro Vorlauf konnten sich die jeweils drei besten Starter – hellblau unterlegt – für das Viertelfinale am selben Tag qualifizieren. Auch im Viertelfinale qualifizierten sich die jeweils drei besten Läufer – wiederum hellblau unterlegt – für die nächste Runde, dem Halbfinale. Die Halbfinals wurden am 1. September ausgetragen und auch hier qualifizierten sich die jeweils drei besten Läufer – hellblau unterlegt – für die nächste Runde, dem Finale am 2. September.

## Zeitplan
31. August, 11:00 Uhr: Vorläufe

31. August, 16;30 Uhr: Viertelfinale

1. September, 16:40 Uhr: Halbfinale

2. September, 16:45 Uhr: Finale

## Vorläufe
Datum: 31. August 1956, 11:00 Uhr

### Vorlauf 1
| Platz | Name               | Nation         | Offizielle Zeit handgestoppt | Inoffizielle Zeit elektronisch |
| ----- | ------------------ | -------------- | ---------------------------- | ------------------------------ |
| 1     | Donal Smith        | Neuseeland     | 1:51,7 min                   | 1:51,86 min a                  |
| 2     | Waleri Bulischew   | Sowjetunion    | 1:51,7 min                   | 1:51,83 min a                  |
| 3     | Zbigniew Makomaski | Polen          | 1:52,5 min                   | 1:52,70 min0                   |
| 4     | Brian Hewson       | Großbritannien | 1:54,6 min                   | 1:54,73 min0                   |
| 5     | Yair Pantilat      | Israel         | 1:54,7 min                   | 1:54,86 min0                   |
| 6     | George Johnson     | Liberia        | 1:55,9 min                   | 1:56,04 min0                   |

### Vorlauf 2
| Platz | Name               | Nation           | Offizielle Zeit handgestoppt | Inoffizielle Zeit elektronisch |
| ----- | ------------------ | ---------------- | ---------------------------- | ------------------------------ |
| 1     | Tom Farrell        | Großbritannien   | 1:48,9 min                   | 1:49,05 min                    |
| 2     | Jerry Siebert      | USA              | 1:48,9 min                   | 1:49,08 min                    |
| 3     | Jos Lambrechts     | Belgien          | 1:49,1 min                   | 1:49,27 min                    |
| 4     | Pierre-Yvon Lenoir | Frankreich       | 1:49,3 min                   | 1:49,41 min                    |
| 5     | Jaromir Šlégr      | Tschechoslowakei | 1:50,1 min                   | 1:50,23 min                    |
| 6     | Moussa Said        | Äthiopien        | 1:50,3 min                   | 1:50,49 min                    |

### Vorlauf 3

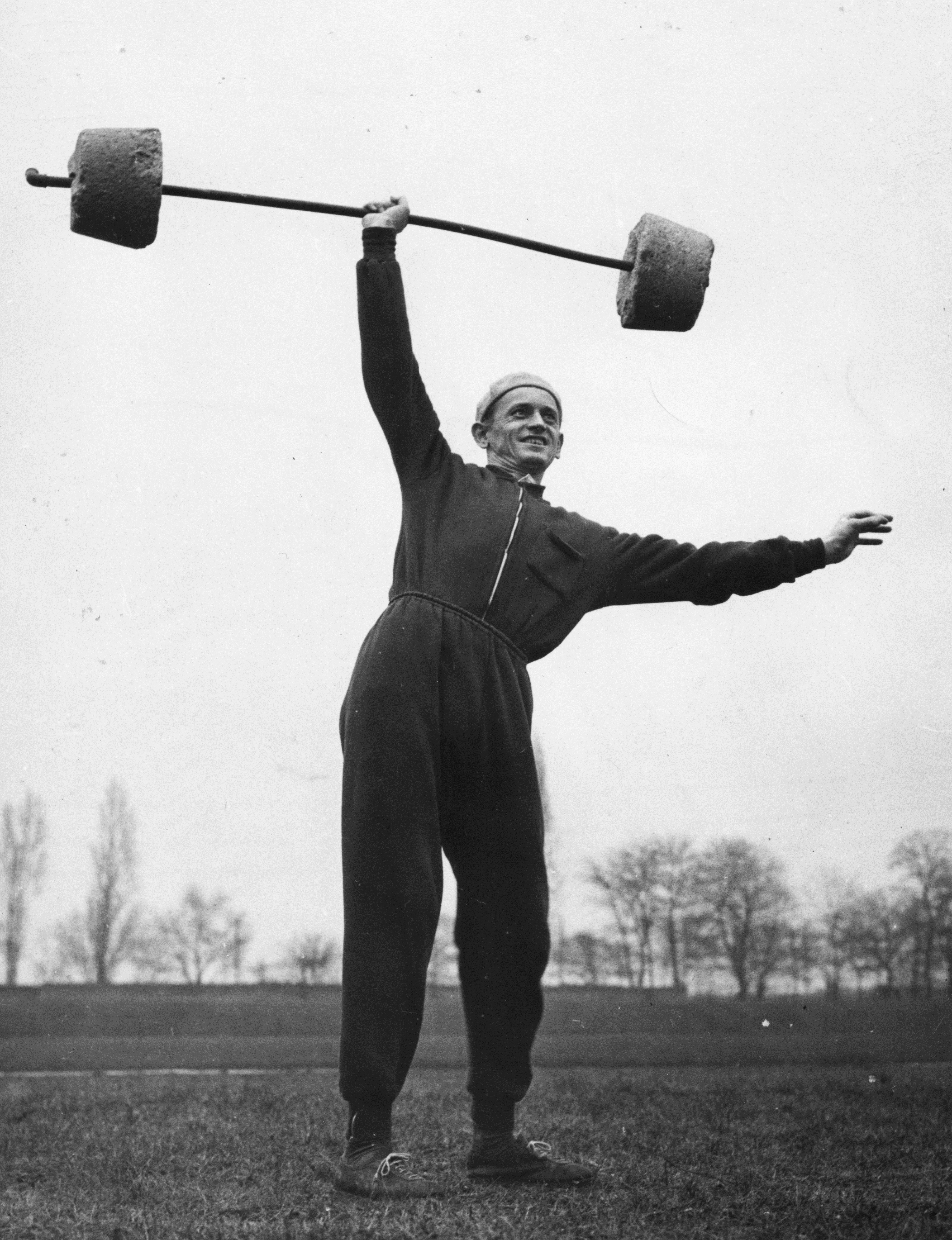
István Rózsavölgyi (1961 beim Spaß-Gewichtheben) – ausgeschieden als Vierter des dritten Vorlaufs

| Platz | Name                  | Nation      | Offizielle Zeit handgestoppt | Inoffizielle Zeit elektronisch |
| ----- | --------------------- | ----------- | ---------------------------- | ------------------------------ |
| 1     | Peter Snell           | Neuseeland  | 1:48,1 min                   | 1:48,22 min                    |
| 2     | Christian Wägli       | Schweiz     | 1:48,8 min                   | 1:48,88 min                    |
| 3     | Ernie Cunliffe        | USA         | 1:48,8 min                   | 1:48,95 min                    |
| 4     | István Rózsavölgyi    | Ungarn      | 1:49,4 min                   | 1:49,51 min                    |
| DNS   | Abdul Ghafar Ghafoori | Afghanistan |                              |                                |
| DNS   | Josué Delgado         | Puerto Rico |                              |                                |

### Vorlauf 4
| Platz | Name                    | Nation       | Offizielle Zeit handgestoppt | Inoffizielle Zeit elektronisch |
| ----- | ----------------------- | ------------ | ---------------------------- | ------------------------------ |
| 1     | Tony Blue               | Australien   | 1:50,7 min                   | 1:50,82 min                    |
| 2     | Ergas Leps              | Kanada       | 1:50,8 min                   | 1:50,93 min                    |
| 3     | Manfred Matuschewski    | Deutschland  | 1:51,0 min                   | 1:51,17 min                    |
| 4     | Wassili Sawinkow        | Sowjetunion  | 1:51,4 min                   | 1:51,49 min                    |
| 5     | Konstantinos Moragiemos | Griechenland | 1:54,3 min                   | 1:54,60 min                    |
| 6     | Ahmed Lazreg            | Marokko      | 1:55,7 min                   | 1:55,91 min                    |

### Vorlauf 5
| Platz | Name               | Nation         | Offizielle Zeit handgestoppt | Inoffizielle Zeit elektronisch |
| ----- | ------------------ | -------------- | ---------------------------- | ------------------------------ |
| 1     | Abram Krywoschejew | Sowjetunion    | 1:53,4 min                   | 1:53,49 min                    |
| 2     | Jörg Balke         | Deutschland    | 1:53,6 min                   | 1:53,72 min                    |
| 3     | John Wenk          | Großbritannien | 1:54,1 min                   | 1:54,27 min                    |
| 4     | Norbert Haupert    | Luxemburg      | 1:54,7 min                   | 1:54,83 min                    |
| 5     | Frederick Owusu    | Ghana          | 1:55,2 min                   | 1:55,41 min                    |
| 6     | Egon Oehri         | Liechtenstein  | 2:00,3 min                   | 2:00,49 min                    |

### Vorlauf 6
| Platz | Name               | Nation   | Offizielle Zeit handgestoppt | Inoffizielle Zeit elektronisch |
| ----- | ------------------ | -------- | ---------------------------- | ------------------------------ |
| 1     | Roger Moens        | Belgien  | 1:50,6 min                   | 1:50,73 min                    |
| 2     | Per Knuts          | Schweden | 1:51,2 min                   | 1:51,36 min                    |
| 3     | Lajos Kovács       | Ungarn   | 1:51,3 min                   | 1:51,45 min                    |
| 4     | Stefan Lewandowski | Polen    | 1:51,6 min                   | 1:51,75 min                    |
| 5     | Svavar Markússon   | Island   | 1:52,7 min                   | 1:52,88 min                    |
| 6     | Abdeslem Dargouth  | Tunesien | 1:54,7 min                   | 1:54,87 min                    |

### Vorlauf 7

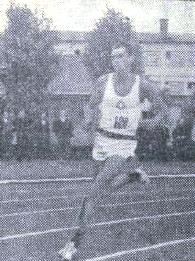
Borut Ingolič – ausgeschieden als Vierter des siebten Vorlaufs

| Platz | Name            | Nation                  | Offizielle Zeit handgestoppt | Inoffizielle Zeit elektronisch |
| ----- | --------------- | ----------------------- | ---------------------------- | ------------------------------ |
| 1     | George Kerr     | Westindische Föderation | 1:50,9 min                   | 1:51,11 min                    |
| 2     | Terry Sullivan  | Südrhodesien            | 1:51,1 min                   | 1:51,26 min                    |
| 3     | Péter Parsch    | Ungarn                  | 1:51,2 min                   | 1:51,34 min                    |
| 4     | Borut Ingolič   | Jugoslawien             | 1:51,4 min                   | 1:51,51 min                    |
| 5     | Pertti Ålander  | Finnland                | 1:52,0 min                   | 1:52,20 min                    |
| 6     | Zbigniew Orywał | Polen                   | 1:55,8 min                   | 1:55,89 min                    |
| DNS   | A. Nur Farah    | Somalia                 |                              |                                |

### Vorlauf 8
| Platz | Name                | Nation      | Offizielle Zeit handgestoppt | Inoffizielle Zeit elektronisch |
| ----- | ------------------- | ----------- | ---------------------------- | ------------------------------ |
| 1     | Paul Schmidt        | Deutschland | 1:50,8 min                   | 1:50,97 min                    |
| 2     | Rudolf Klaban       | Österreich  | 1:50,8 min                   | 1:50,96 min                    |
| 3     | Ron Delany          | Irland      | 1:51,0 min                   | 1:51,19 min                    |
| 4     | Joe Mullins         | Kanada      | 1:51,3 min                   | 1:51,46 min                    |
| 5     | Gianfranco Baraldi  | Italien     | 1:52,0 min                   | 1:52,15 min                    |
| 6     | Julio Gómez         | Spanien     | 1:53,7 min                   | 1:53,90 min                    |
| 7     | Somsak Thonf Ar-Ram | Thailand    | 1:57,1 min                   | 1:57,24 min                    |

### Vorlauf 9
| Platz | Name         | Nation                 | Offizielle Zeit handgestoppt | Inoffizielle Zeit elektronisch |
| ----- | ------------ | ---------------------- | ---------------------------- | ------------------------------ |
| 1     | Tom Murphy   | USA                    | 1:52,1 min                   | 1:52,30 min                    |
| 2     | Ralph Gomes  | Britisch-Guayana       | 1:52,9 min                   | 1:53,06 min                    |
| 3     | Ekrem Koçak  | Türkei                 | 1:59,0 min                   | 1:59,12 min                    |
| 4     | Sig Ohlemann | Kanada                 | 2:07,4 min                   | k. A.                          |
| DNS   | Julian Brown | Bahamas                |                              |                                |
| DNS   | Wim Esajas   | Niederländisch-Guayana |                              |                                |

## Viertelfinale
Datum: 31. August 1956, 16:30 Uhr

### Lauf 1
| Platz | Name                 | Nation       | Offizielle Zeit handgestoppt | Inoffizielle Zeit elektronisch |
| ----- | -------------------- | ------------ | ---------------------------- | ------------------------------ |
| 1     | Tom Murphy           | USA          | 1:48,0 min                   | 1:48,12 min                    |
| 2     | Christian Wägli      | Schweiz      | 1:48,0 min                   | 1:48,15 min                    |
| 3     | Manfred Matuschewski | Deutschland  | 1:48,1 min                   | 1:48,24 min                    |
| 4     | Donal Smith          | Neuseeland   | 1:48,4 min                   | 1:48,52 min                    |
| 5     | Terry Sullivan       | Südrhodesien | 1:49,9 min                   | 1:50,01 min                    |

Der Belgier Jos Lambrechts und der Ungar Péter Parsch traten zum Viertelfinale nicht an.

### Lauf 2
| Platz | Name               | Nation           | Offizielle Zeit handgestoppt | Inoffizielle Zeit elektronisch |
| ----- | ------------------ | ---------------- | ---------------------------- | ------------------------------ |
| 1     | Paul Schmidt       | Deutschland      | 1:51,2 min                   | 1:51,38 min                    |
| 2     | Abram Krywoschejew | Sowjetunion      | 1:51,2 min                   | 1:51,40 min                    |
| 3     | Jerry Siebert      | USA              | 1:51,3 min                   | 1:51,53 min                    |
| 4     | Zbigniew Makomaski | Polen            | 1:51,6 min                   | 1:51,72 min                    |
| 5     | Ralph Gomes        | Britisch-Guayana | 1:52,3 min                   | 1:52,47 min                    |
| 6     | Lajos Kovács       | Ungarn           | 1:52,4 min                   | 1:52,55 min                    |
| 7     | Per Knuts          | Schweden         | 1:52,8 min                   | 1:52,91 min                    |

### Lauf 3
| Platz | Name             | Nation                  | Offizielle Zeit handgestoppt | Inoffizielle Zeit elektronisch |
| ----- | ---------------- | ----------------------- | ---------------------------- | ------------------------------ |
| 1     | George Kerr      | Westindische Föderation | 1:49,4 min                   | 1:49,58 min                    |
| 2     | Ernie Cunliffe   | USA                     | 1:49,7 min                   | 1:49,83 min                    |
| 3     | Tony Blue        | Australien              | 1:49,9 min                   | 1:50,05 min                    |
| 4     | John Wenk        | Großbritannien          | 1:50,0 min                   | 1:50,13 min                    |
| 5     | Waleri Bulischew | Sowjetunion             | 1:50,6 min                   | 1:50,74 min                    |
| 6     | Ron Delany       | Irland                  | 1:51,1 min                   | 1:51,42 min                    |

### Lauf 4
| Platz | Name          | Nation         | Offizielle Zeit handgestoppt | Inoffizielle Zeit elektronisch |
| ----- | ------------- | -------------- | ---------------------------- | ------------------------------ |
| 1     | Roger Moens   | Belgien        | 1:48,5 min                   | 1:48,69 min                    |
| 2     | Peter Snell   | Neuseeland     | 1:48,6 min                   | 1:48,84 min                    |
| 3     | Jörg Balke    | Deutschland    | 1:48,8 min                   | 1:48,98 min                    |
| 4     | Rudolf Klaban | Österreich     | 1:50,2 min                   | 1:50,32 min                    |
| 5     | Tom Farrell   | Großbritannien | 1:50,7 min                   | 1:50,84 min                    |
| 6     | Ergas Leps    | Kanada         | 1:52,0 min                   | 1:52,13 min                    |
| 7     | Ekrem Koçak   | Türkei         | 1:52,5 min                   | 1:52,66 min                    |

## Halbfinale
Datum: 1. September 1956, 16:40 Uhr

### Lauf 1
| Platz | Name                 | Nation                  | Offizielle Zeit handgestoppt | Inoffizielle Zeit elektronisch |
| ----- | -------------------- | ----------------------- | ---------------------------- | ------------------------------ |
| 1     | George Kerr          | Westindische Föderation | 1:47,1 min OR                | 1:47,26 min                    |
| 2     | Christian Wägli      | Schweiz                 | 1:47,3 min000                | 1:47,40 min                    |
| 3     | Manfred Matuschewski | Deutschland             | 1:47,4 min000                | 1:47,54 min                    |
| 4     | Jörg Balke           | Deutschland             | 1:47,5 min000                | 1:47,63 min                    |
| 5     | Tony Blue            | Australien              | 1:47,8 min000                | 1:47,97 min                    |
| 6     | Tom Murphy           | USA                     | 1:48,2 min000                | 1:48,29 min                    |

### Lauf 2

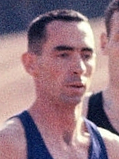
Jerry Siebert – ausgeschieden als Vierter des zweiten Halbfinals

| Platz | Name               | Nation      | Offizielle Zeit handgestoppt | Inoffizielle Zeit elektronisch |
| ----- | ------------------ | ----------- | ---------------------------- | ------------------------------ |
| 1     | Peter Snell        | Neuseeland  | 1:47,2 min                   | 1:47,34 min                    |
| 2     | Roger Moens        | Belgien     | 1:47,4 min                   | 1:47,49 min                    |
| 3     | Paul Schmidt       | Deutschland | 1:47,8 min                   | 1:47,95 min                    |
| 4     | Jerry Siebert      | USA         | 1:48,0 min                   | 1:48,20 min                    |
| 5     | Abram Krywoschejew | Sowjetunion | 1:48,1 min                   | 1:48,25 min                    |
| 6     | Ernie Cunliffe     | USA         | 1:50,8 min                   | 1:50,92 min                    |

## Finale

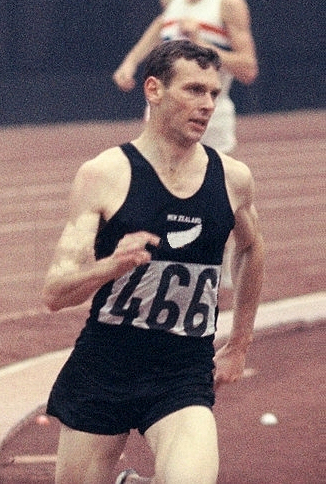
Überraschungsolympiasieger Peter Snell (hier im Jahr 1964)

Datum: 2. September 1956, 16:45 Uhr
| Platz | Name                 | Nation                  | Offizielle Zeit handgestoppt | Inoffizielle Zeit elektronisch |
| ----- | -------------------- | ----------------------- | ---------------------------- | ------------------------------ |
| 1     | Peter Snell          | Neuseeland              | 1:46,3 min OR                | 1:46,48 min                    |
| 2     | Roger Moens          | Belgien                 | 1:46,5 min000                | 1:46,55 min                    |
| 3     | George Kerr          | Westindische Föderation | 1:47,1 min000                | 1:47,25 min                    |
| 4     | Paul Schmidt         | Deutschland             | 1:47,6 min000                | 1:47,82 min                    |
| 5     | Christian Wägli      | Schweiz                 | 1:48,1 min000                | 1:48,19 min                    |
| 6     | Manfred Matuschewski | Deutschland             | 1:52,0 min000                | 1:52,21 min                    |

Favorit war der Weltrekordhalter Roger Moens. Als größter Herausforderer wurde der Jamaikaner George Kerr angesehen, der für die Westindische Föderation antrat.
Das Tempo im Finalrennen machte zunächst der Schweizer Christian Wägli, der nach vierhundert Metern mit drei Metern Vorsprung führte. Hinter ihm lag Moens, danach folgte Peter Snell. Auf der Zielgeraden lieferten sich Moens und Kerr einen Zweikampf um die Spitze. Als Moens sich umschaute und sah, dass Kerr nicht mehr angreifen konnte, nahm er das Tempo zurück. Der bis dahin unbekannte Neuseeländer Snell zog am überraschten Belgier vorbei. Für Moens blieb Silber und für Kerr Bronze.
Peter Snell lief zum ersten neuseeländischen Olympiasieg über 800 Meter.

Roger Moens und George Kerr gewannen die ersten Medaillen für ihre Länder in dieser Disziplin.

Zum ersten Mal seit 1896 konnte sich im olympischen 800-Meter-Lauf kein US-Läufer für das Finale qualifizieren.

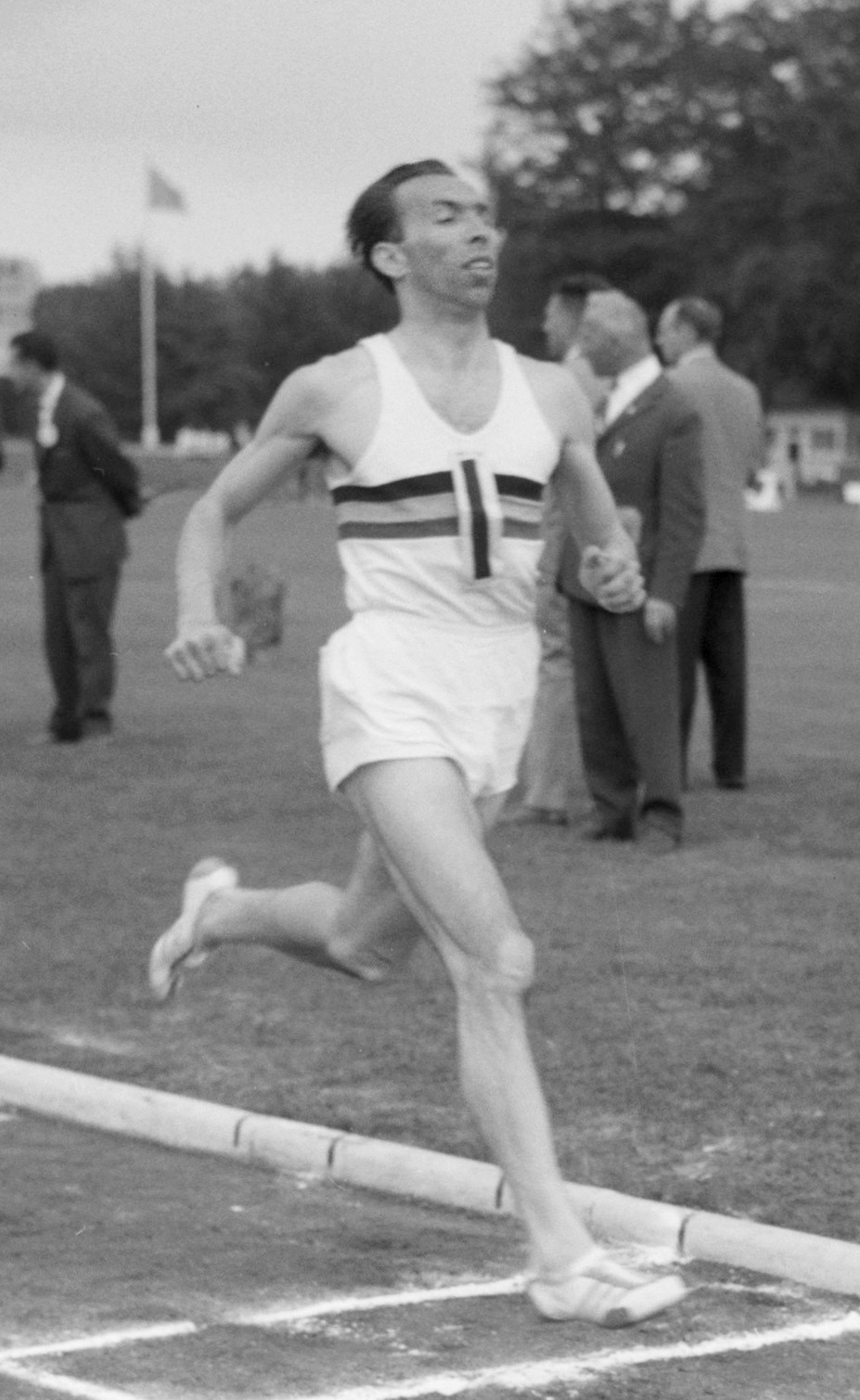
Der favorisierte Weltrekordinhaber Roger Moens gewann Silber
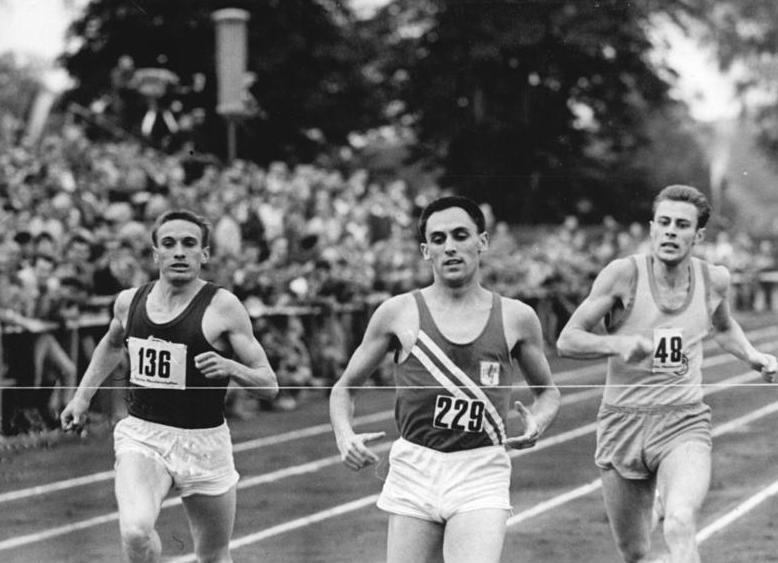
Manfred Matuschewski (Mitte, bei den DDR-Meisterschaften 1963) belegte Rang sechs

## Videolinks
- Olympics - 1960 Rome - Track Mens 800m - BEL Roger Moens & NZL Peter Snell imasportsphile, youtube.com, abgerufen am 22. August 2021